# 主税寮
主税寮（しゅぜいりょう）は、律令制において民部省に属した機関。和訓は「ちからのつかさ」。唐名は倉部。

## 概要
養老律令によれば、主な職務は「倉廩（倉庫）の出納、諸国の田租、舂米（律令財政運用の基本単位である白米）、碾磑（水車で動かす臼）の事」と記されている。
主税寮は主計寮が調の税収監査を行って中央財政を管轄するのに対し､租税（特に租）や出挙の帳簿との照合などによる監査を通じて地方財政を管轄した。そのため律令制崩壊後も長く存続した。数学知識が必要となるため､頭か助は必ず算博士が兼ねるなど大学寮の算道出身者が活躍した。主税寮の名称は現在､財務省主税局に継承されている。

## 職員
- 頭（従五位上　唐名:倉部郎中、屯田郎中）
- 助（正六位下　唐名:倉部員外郎、屯田員外郎）
- 大允（正七位下）　少允（従七位上）　唐名:倉部郎
- 大属（従八位上）　少属（従八位下）　唐名:倉部主事

- 算師(従八位下　唐名:倉部計師)

- 史生
- 寮掌　新設
- 使部
- 直丁